# 塞永苏尔斯达尔让
塞永苏尔斯达尔让（法語：Seillons-Source-d'Argens，法語發音：[sɛjɔ̃ suʁs daʁʒɑ̃(s)]）是法国普罗旺斯-阿尔卑斯-蓝色海岸大区瓦尔省的一个市镇，位于该省西部偏北，属于布里尼奥勒区。

## 地名
“苏尔斯达尔让”（Source-d'Argens）一名在法语中意为“阿爾讓河源”。

## 地理
塞永苏尔斯达尔让（43°29'47"N, 5°53'1"E）面积25.11 平方千米，位于法国普罗旺斯-阿尔卑斯-蓝色海岸大区瓦尔省，该省份为法国东南部沿海省份，北起上普罗旺斯阿尔卑斯省，西北角与沃克吕兹省接壤，西接罗讷河口省，南濒地中海，东临滨海阿尔卑斯省。
与塞永苏尔斯达尔让接壤的市镇（或旧市镇、城区）包括：埃斯帕龙、布吕-欧里亚克、奥利耶尔、圣马丹德帕利耶尔、圣马克西曼-拉圣博姆。
塞永苏尔斯达尔让的时区为UTC+01:00、UTC+02:00（夏令时）。

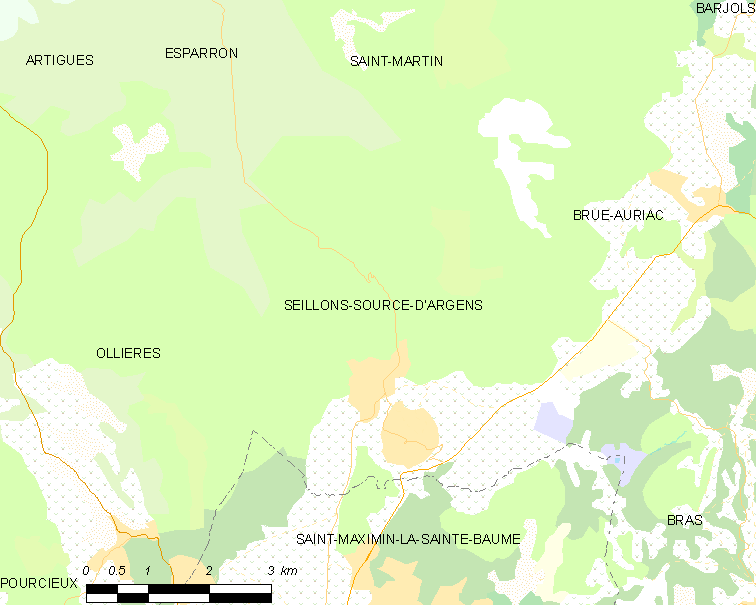
塞永苏尔斯达尔让的OSM定位图

## 行政
塞永苏尔斯达尔让的邮政编码为83470，INSEE市镇编码为83125。

## 政治
塞永苏尔斯达尔让所属的省级选区为圣马克西曼-拉圣博姆县。

## 人口

1962-2008年间塞永苏尔斯达尔让人口变化图示

塞永苏尔斯达尔让于2022年1月1日时的人口数量为2717人。